# Arkane Studios
Arkane Studios ist ein französisches Videospiele-Entwicklerteam, das 1999 in Lyon von Raphaël Colantonio gegründet wurde. Von 2006 bis 2024 existierte auch eine Niederlassung in Austin, Texas.

## Geschichte

Logo von Arkane Studios (1999–2020)

Das erste veröffentlichte Spiel des Studios war das 3D-Rollenspiel Arx Fatalis, das im Jahr 2002 für den PC und später auch für Xbox erschien. Verlegt wurde es dabei vom österreichischen Publisher JoWooD.
Das nächste Spiel der Arkane Studios war Dark Messiah of Might and Magic und erschien Ende 2006 über Ubisoft. Mehr als ein Jahr später wurde das Spiel unter dem Titel Dark Messiah of Might and Magic: Elements auch für die Xbox 360 veröffentlicht. Das Studio versuchte sich anschließend an einem innovativen Spielkonzept, das Einzel- und Mehrspieleraspekte zusammenführen sollte. Das unter dem Namen The Crossing angekündigte Spiel musste allerdings aus Finanzierungsschwierigkeiten eingestellt werden.
Im Juli 2009 wurde bekannt, dass die Arkane Studios für 2K Games an der Entwicklung von BioShock 2 mitbeteiligt seien. Im August 2010 wurde das Unternehmen von ZeniMax Media übernommen. Im Juli 2011 kündigten Arkane Studios mit Dishonored einen Actiontitel mit Rollenspielaspekten an. Viele Arkane-Spiele werden dem Genre der immersiven Simulation zugerechnet.
2021 wurde Arkane zusammen mit seinem Mutterkonzern ZeniMax von Microsoft übernommen. Im Mai 2024 kündigte Microsoft die Schließung von Arkane Austin an; die Hauptniederlassung von Arkane Studios in Lyon ist nicht betroffen.

## Veröffentlichte Spiele
| Jahr | Titel                                     | Plattform(en)                       | Publisher                                     | Engine            | Anmerkung                                                                        |
| ---- | ----------------------------------------- | ----------------------------------- | --------------------------------------------- | ----------------- | -------------------------------------------------------------------------------- |
| 2002 | Arx Fatalis                               | PC, Xbox                            | JoWooD Entertainment DreamCatcher Interactive |                   | Xbox-Version von Wizarbox entwickelt                                             |
| 2006 | Dark Messiah of Might and Magic           | PC                                  | Ubisoft                                       | Source            | Deutsche Fassung zensiert                                                        |
| 2008 | Dark Messiah of Might and Magic: Elements | Xbox 360                            | Ubisoft                                       | Source            | Xbox-360-Ableger von Dark Messiah of Might and Magic. Deutsche Version zensiert. |
| 2010 | BioShock 2                                | PC, Xbox 360, PlayStation 3         | 2K Games                                      | Unreal Engine 2.5 | Co-Entwickler                                                                    |
| 2012 | Dishonored: Die Maske des Zorns           | PC, Xbox 360, PlayStation 3         | Bethesda Softworks                            | Unreal Engine 3   |                                                                                  |
| 2013 | Dishonored: The Knife of Dunwall          | PC, Xbox 360, PlayStation 3         | Bethesda Softworks                            | Unreal Engine 3   | Downloadable Content zu Dishonored                                               |
| 2013 | Dishonored: The Brigmore Witches          | PC, Xbox 360, PlayStation 3         | Bethesda Softworks                            | Unreal Engine 3   | Downloadable Content zu Dishonored                                               |
| 2015 | Dishonored: Definitive Edition            | Xbox One, PlayStation 4             | Bethesda Softworks                            | Unreal Engine 3   | Neuauflage von Dishonored für aktuelle Konsolengeneration                        |
| 2016 | Dishonored 2: Das Vermächtnis der Maske   | PC, Xbox One, PlayStation 4         | Bethesda Softworks                            | Void Engine       |                                                                                  |
| 2017 | Prey                                      | PC, Xbox One, PlayStation 4         | Bethesda Softworks                            | CryEngine         | Entwickelt von Arkane Studios Austin                                             |
| 2017 | Dishonored: Death of the Outsider         | PC, Xbox One, PlayStation 4         | Bethesda Softworks                            | Void Engine       |                                                                                  |
| 2019 | Wolfenstein: Youngblood                   | PC, Xbox One, PlayStation 4, Switch | Bethesda Softworks                            | id Tech 6         | Zusammen mit MachineGames entwickelt                                             |
| 2019 | Wolfenstein: Cyberpilot                   | PC, PlayStation VR                  | Bethesda Softworks                            | id Tech 6         | Zusammen mit MachineGames entwickelt                                             |
| 2021 | Deathloop                                 | PC, Xbox Series, PlayStation 5      | Bethesda Softworks                            | Void Engine       |                                                                                  |
| 2023 | Redfall                                   | PC, Xbox Series                     | Bethesda Softworks                            | Unreal Engine 4   | Entwickelt von Arkane Studios Austin                                             |